# 칠곡초등학교
칠곡초등학교는 대한민국 경상남도 의령군 칠곡면 외조리에 있는 공립 초등학교이다.

## 학교 연혁
- 1922년 5월 6일 칠곡공립보통학교 개교(4년제)
- 1926년 3월 23일 제1회 졸업식
- 1938년 4월 1일 칠곡공립심상소학교로 개칭
- 1941년 4월 1일 칠곡공립국민학교로 개칭
- 1980년 3월 1일 병설유치원 개원
- 1996년 3월 1일 칠곡초등학교로 명칭 변경
- 2001년 9월 30일 유치원교실 및 민속자료실 신축
- 2005년 8월 31일 학교도서관 설치, 교실 냉난방 시설, 교문 개축
- 2010년 7월 29일 과학실 현대화 사업
- 2020년 2월 19일 꿈누리관(소규모 체육시설) 개관
- 2023년 9월 1일 제40대 구을회 교장 취임
- 2024년 2월 7일 제99회 졸업(총 졸업생 4,722명)